# بيتر ابراهمسون
بيتر ابراهمسون (بالسويدية: Peter Abrahamsson)‏ (18 يوليو 1988 بالسويد - ) هو لاعب كرة قدم سويدي في مركز حراسة المرمى. شارك مع منتخب السويد تحت 19 سنة لكرة القدم ومنتخب السويد تحت 21 سنة لكرة القدم. أما مع النوادي، فقد لعب مع نادي أورغريته ونادي هكن.

## روابط خارجية
- بيتر ابراهمسون على موقع الاتحاد الأوربي (الإنجليزية)
- بيتر ابراهمسون على موقع اتحاد السويد (السويدية)
- بيتر ابراهمسون على موقع قاعدة بيانات كرة القدم.إي يو (الإنجليزية)
- بيتر ابراهمسون على موقع ناشيونال فوتبول تيمز (الإنجليزية)
- بيتر ابراهمسون على موقع Soccerway.com (الإنجليزية)